# Епархия Дромора
Епархия Дромора (лат. Dioecesis Dromorensis, ирл. Deoise an Droma Mhóir) — диоцез Римско-католической церкви, в составе митрополии Армы в Северной Ирландии.
По состоянию на 2019 год клир епархии насчитывает 41 священника (41 епархиальный, монашествующих нет). После отставки епископа Джона Макави в марте 2018 года Престол остаётся вакантным.

## Территория
Престол охватывает части графств Даун, Арма и Антрим на территории Северной Ирландии. Крупнейшие города — Ньюри, Банбридж, Крейгавон, Лерган и Уорренпойнт. Кафедральный собор епархии, храм Святых Петра и Колмана, находится в Ньюри.

## История

### Основание
Монастырь в Дроморе был основан в VI веке святым Колманом, который и стал его первым аббатом. Первая небольшая церковь-мазанка находилась на северном берегу реки Лаган. Епархия Дромора была основана в ходе реорганизации церкви Ирландии в конце XII века, возможно архиепископом Кашела и Папским легатом, Муиргом Уа Хенна на синоде в Дублине в 1192 году.

### После Реформации
Во время Реформации в XVI веке католический собор в Дроморе был конфискован и передан церкви Ирландии. Он был полностью разрушен во время восстания 1641 года и восстановлен 20 лет спустя.
В 1823 году началось строительство нового католического собора в Ньюри и завершилось в 1829 году доктором Майклом Блейком, епископом Дромора в 1833—1860 годах и реставратором Ирландского колледжа в Риме. Собор был значительно расширен и украшен при епископе Генри О’Ниле (1901—1915). В середине XIX века в Ньюри был основан доминиканский монастырь и построена церковь. В 1830 году сюда прибыли клариссинки, которые на протяжении многих лет были единственными монахинями к северу от реки Бойн. Сёстры милосердия основали монастырь в Ньюри в 1855 году.
Во дворе аббатства в Ньюри отмечено место цистерцианского аббатства, основанного другом святого Бернарда, святым Малахием, в 1144 году.

## Случаи сексуального насилия в епархии
В 2012 году приходской священник Донахмора отец Теренс Рафферти был осуждён по обвинению в четырёх случаях изнасилования молодой девушки в 2001 году. Когда епархия узнала о его действиях в 2011 году, то немедленно приостановила его деятельность и проинформировала соответствующие органы.
1 марта 2018 года Джон Макави подал в отставку с поста епископа Дромора на фоне скандала, связанного со священником епархии Малахией Финеганом. В 2000 году Макари служил вместе с ним мессу, несмотря на то, что Финеган был педофилом, против которого были выдвинуты очень серьёзные обвинения. В 2002 году Финеган умер, а Макави отслужил по нему заупокойную мессу в Уорренпойнте. Ватикан официально принял отставку Макари 26 марта 2018 года, а бывший епископ Рафо Филип Бойс был назначен Апостольским администратором.
15 апреля 2019 года, папа Франциск назначил архиепископа Армы Имона Мартина Апостольским администратором епархии.

## Ординарии
Епископы Дромора начиная с XIX века:
- Эдмунд Дерри (1801—1819)
- Хью О’Келли (1820—1825)
- Томас Келли[англ.] (1826—1833), позже архиепископ Армы (1833—1835)
- Майкл Блейк[англ.] (1833—1860)
- Джон Пий Лихи, доминиканец (1860—1890)
- Томас Макгиверн (1890—1900)
- Генри О’Нил (1901—1915)
- Эдвард Мулхерн[англ.] (1916—1943)
- Юджин О’Доэрти[англ.] (1944—1975)
- Фрэнсис Джерард Брукс[англ.] (1976—1999)
- Джон Макави[англ.] (1999—2018)